# Hotet från underjorden 4
Hotet från underjorden 4 är en amerikansk actionkomedi från 2004 i regi av S.S. Wilson. Den baseras på föregångarna i serien, men händelserna i filmen utspelar sig år 1889 vilket är ungefär 100 år före de tidigare Hotet från underjorden-filmerna.
Den lilla gruvbyn Rejection i Nevada är helt beroende av en närliggande silvergruva. Den lilla handelsboden ägs av en kinesisk familj bestående av Pyong Lien Chang (som ger handelsboden namnet "Chang's Market"), hans hustru Lu Wan och deras son Fu Yien. När gruvarbetare börjar försvinna skickas meddelande till gruvans ägare, Hiram Gummer (Michael Gross). Hiram kommer således att vara en förfader till karaktären Burt Gummer som förekommer i de övriga tre filmerna. Hiram är en snobbig tölp som inte drar sig för att lura folk (han lär unge Fu Yien läxan "If you can take advantage of somebody - do!"). Hiram är även i detta skede helt okunnig om vapen. Två egenskaper som genom filmens gång ändras drastiskt.

## Rollista (urval)
| Michael Gross       | – Hiram Gummer     |
| J.E. Freeman        | – Old Fred         |
| Billy Drago         | – Black Hand Kelly |
| Sara Botsford       | – Christine Lord   |
| August Schellenberg | – Tecopa           |